# Franziska Gude
Franziska „Franzi“ Gude (* 19. März 1976 in Göttingen) ist eine ehemalige deutsche Hockeyspielerin, sie gewann 2004 die olympische Goldmedaille.
Franziska Gude begann beim HC Göttingen mit dem Hockeysport. 1995 wechselte sie zum DHC Hannover und nach einer Saison weiter zu Rot-Weiss Köln. 1998, 2003 und 2007 gewann sie mit den Kölnerinnen die Deutsche Meisterschaft, 1999 siegte sie im Europapokal der Landesmeister, 2000 im Europapokal der Pokalsieger.
1998 debütierte Franziska Gude in der deutschen Hockeynationalmannschaft, bei der Europameisterschaft 1999 in ihrer Wahlheimat Köln gewann sie ihre erste internationale Medaille, als die deutsche Mannschaft im Finale gegen die Niederlande verlor. Bei den Olympischen Spielen 2000 in Sydney belegte die deutsche Mannschaft den siebten Platz. 2002 siegte Franziska Gude mit der deutschen Mannschaft bei der Hallenhockey-Europameisterschaft. Bei der Feldhockey-Weltmeisterschaft 2002 in Perth belegte die deutsche Mannschaft wie bei den Olympischen Spielen den siebten Platz. 2003 wurde in Leipzig die erste Weltmeisterschaft im Hallenhockey ausgetragen, die deutsche Mannschaft gewann den Titel. Im Freien gewannen die deutschen Damen 2003 Bronze bei der Europameisterschaft in Barcelona. Bei den Olympischen Spielen 2004 in Athen war Franziska Gude in allen sechs Spielen dabei; im Finale siegten die deutschen Damen mit 2:1 über die Auswahl der Niederlande, Franziska Gude schoss dabei den zweiten Treffer der deutschen Mannschaft.
Für den Gewinn der Goldmedaille 2004 wurde sie – zusammen mit der Mannschaft – am 16. April 2005 mit dem Silbernen Lorbeerblatt ausgezeichnet.
Nach mehreren Jahren Länderspielpause kehrte Franziska Gude im Januar 2008 für die Hallenhockey-Europameisterschaft noch einmal ins Nationalteam zurück und gewann erneut den Titel. Insgesamt wirkte Franziska Gude in 168 Länderspielen mit, davon 21 in der Halle.
Franziska Gude ist Diplom-Sportlehrerin und Studienrätin für Englisch, Spanisch und Sport.